# Obrium vicinum
Obrium vicinum är en skalbaggsart som beskrevs av Pierre Émile Gounelle 1909. Obrium vicinum ingår i släktet Obrium och familjen långhorningar. Inga underarter finns listade i Catalogue of Life.